# 2001 QH298
2001 QH298, também escrito como 2001 QH298, é um objeto transnetuniano (TNO) que está localizado no cinturão de Kuiper, uma região do Sistema Solar. Este corpo celeste é classificado como um plutino, pois, o mesmo está em uma ressonância orbital de 2:3 com o planeta Netuno. O mesmo possui uma magnitude absoluta de 7,7 e tem um diâmetro com cerca de 127 km.

## Descoberta
2001 QH298 foi descoberto no dia 19 de agosto de 2001 pelo astrônomo Marc W. Buie.

## Órbita
A órbita de 2001 QH298 tem uma excentricidade de 0,107 e possui um semieixo maior de 39,250 UA. O seu periélio leva o mesmo a uma distância de 35,067 UA em relação ao Sol e seu afélio a 43,432 UA.